# Club Sportivo Cerrito
O Club Sportivo Cerrito é um clube de futebol uruguaio com sede na cidade de Montevidéu. Disputa a primeira divisão do Campeonato Uruguaio.

## Títulos

### Nacionais
- Campeonato Uruguaio - 2ª Divisão: 2 (2003, 2020)
- Campeonato Uruguaio - 3ª Divisão:  5 (1951, 1970, 1982, 1998, 2015/16)
- Campeonato Uruguaio - 4ª Divisão: 1 (1948)